# Světlá Hora
Světlá Hora é uma comuna checa localizada na região de Morávia-Silésia, distrito de Bruntál‎.